# SOMA (ゲーム)
『SOMA』（ソーマ）は、Frictional Gamesが開発・販売したSFサバイバルホラーゲーム。2015年9月22日にMicrosoft Windows、OS X、Linux、PlayStation 4向けに販売され、2017年12月1日にはXbox Oneでも発売された。2025年7月24日には初の日本語対応版となるNintendo Switch版が発売予定。
人間の特性を取り込み始めた機械を備えた水中の遠隔研究施設が舞台である。奇妙な環境下の施設にいることに気付いた場違いな主人公サイモン・ジャレット(Simon Jarrett)は彼の苦境と潜在的な未来を理解しようとしながら、偶然にもその過去を明らかにすることになる。
ゲームプレイはFrictional Gamesの過去のホラー作品で確立されていた慣習(脅威の隠密回避、パズル解き、没入への重視など)を踏襲している。しかしながら、この伝統と異なり、本作はまたストーリーにより重点を置いていることで在庫管理(アイテム管理)などの側面は強調していない。本作はストーリーと声優の演技を称賛した批評家から肯定的なレビューを受けた。

## ゲームプレイ
本作は一人称視点でプレイするサバイバルホラービデオゲームである。
プレイヤーはそれぞれがゲームのテーマの側面を体現する数々のクリーチャーと遭遇する。『SOMA』は同ジャンルの大半のゲームで見られる伝統的恐怖ではなくサイコロジカルホラーの要素を主に用いている。ゲームを通じて、プレイヤーは雰囲気を醸成しストーリーを進めるノートや録音テープなどの数々の手がかりを見つける。Frictional Games制作の大半の作品と同様に戦闘はなく、その代わりにプレイヤーはパズル解き、探索及びステルスでゲームを進めていく。

## プロット

### 設定
本作は「PATHOS-II」として知られる水中の研究施設(ステーション)が舞台である。ステーション自体は現在は荒廃していたが、プレイヤーはすぐにPATHOS-IIが北大西洋周辺に点在するステーションの集団であり元々は「スペースガン」、より正確に言えば高価なロケットを建造する手間をかけずに物体を宇宙へ送るように設計されたマスドライバー設備として機能していたことを確認した。彗星衝突により引き起こされた大量絶滅の出来事の後PATHOS-IIのクルーは地球上に存在する最後の人々となった。そこで最後の人々は集団的な孤立の悪影響に抗いつつ毎日を生きており、その期間にPATHOS-IIの機械は人間の特質と意識の開発を始めた。

### ストーリー
2015年に主人公のサイモン・ジャレットはトロントで自動車事故に遭い脳に深刻なダメージを負った。その負傷を治すためにサイモンは脳の損傷を反転させる方法に取り組んでいたヨーク大学の大学院生デイビッド・ムンシの操作の下での実験的な脳スキャンに同意した。スキャン中にサイモンは一時的に失神したと見られ、再び目を開けたときにはスキャンを行っていた研究室とは全く異なる大西洋の放棄された深海研究所PATHOS-IIの一拠点ウプシロン(Site Upsilon)の荒れ果てた一室にいた。その後の探索によりサイモンは自身が遥か未来の2104年に目覚めており、その1年前に巨大な彗星衝突が地球の表面を荒廃させ、PATHOS-IIが人類の最後の前哨地として残されたことを知った。ウプシロンを探索している間にサイモンはキャサリン・チュン(Catherine Chun)と名前の見知らぬ女性と遠隔で連絡を取り、彼女は自身がいる別拠点のラムダ(Site Lamda)まで来るように彼に指示した。ラムダへ向かうための探索でサイモンは数々の変異した敵対的なロボットと人間のハイブリッドと遭遇した。サイモンは通信センターの通信設備を使ってキャサリンと再び連絡を取ることに成功したが、突如として施設の壁の亀裂から水が流入し、そして水圧に耐え切れなくなったガラスが壊れ大量の海水が施設内に流れ込み飲み込まれたサイモンはそのまま気を失ってしまう。その後水没した室内でサイモンは目覚めたがいつの間にかハイテクの潜水服を着用していたことで溺死を免れた。彼はキャサリンと合流するために海中に出てラムダへと向かったが時間が経つごとに激しくなっていく視界の歪みに悩まされるようになった。
それらの困難にあいつつもラムダにいるキャサリンの元へと何とかたどり着いたサイモンが見た彼女は期待していた「人間」ではなく、人間性を持った深海ドローンであった。彼女は自身が実際はPATHOS-IIで勤務していたオリジナルのキャサリンの彗星衝突前のコピーのダウンロードだと明かし、サイモンに対しても彼が(生身の人間ではなく)潜水服と一体化したPATHOS-IIの従業員の死体の改造体に搭載された2015年のオリジナルのサイモンのスキャンであると説明した。彼女のメモリーチップを人工知能コンピュータ「WAU」(Warden Unit)システムと通信するために用いられるキーカード/スキャンデバイスのオムニツール(OmniTool)に移した後、キャサリンはブラックボックス風のスーパーコンピュータで動作する人工世界プロジェクト「ARK」に取り組んでいると説明した。PATHOS-IIの全ての生者をスキャンしそれらのスキャンをARKへと挿入しており、彼女は荒廃した地球から離れて人類が存続していくためにARKを宇宙へ発射することを目指していた。
サイモンとキャサリンは深海に存在する拠点タウ(Site Tau)にあるARKへ到達する方法を探し始めた。その道中でサイモンはPATHOS-IIのWAUにコントロールされた敵対的なロボットと変異した乗組員によって妨害を受けた。WAUの最優先指令は人類の保存であるが、どのような形で保存されるかを考慮しないことが原因でステーションの人員を「排除」または変異体へと同化させていた。
タウは海底に存在するため、サイモンは深海の極端な圧力に耐えられる新しいパワースーツの建造を余儀なくされた。必要素材を探している時に彼の視界の歪みは激しくなり、彼は変異したダイバーに似た姿をした未知の「スピリット」の接触を受けた。スピリットがPATHOS-IIの本当の過去を明かしたことで、(ステーションの各所で見られる流体の)「ストラクチャージェル(structure gel)」は変異の触媒でありWAUのコントロールの手段であることが判明した。この流体は有機体とデジタル生命体の間の橋渡しをし、生物を死から蘇らせることもできさえもする活性化性質を持っていた。
最終的にパワースーツに必要な全ての素材を収集したサイモンはその体に意識を送信し目覚めたが、彼の意識が実際には移動しておらずコピー(複製)されたことに気付いた。キャサリンは体を変える時に利用できたプロセスはコピーだけであると説明した。彼女はすぐに古い体を眠らせ、プレイヤーに古い体の命を助けるか終わらせるかを選ばせた。キャサリンは古いサイモンの運命はコイントスによって決められたと語った。
新しい体でタウへ降りて行ったサイモンはPATHOS-IIの従業員サラと出会った。彼女はロボットの体を有していない地球最後の生身の人間であったが、サイモンと出会った時には体をまともに動かすことができない瀕死状態であった。サイモンはサラからARKを受け取り施設の拠点間移送設備を用いてスペースガンが設置されている拠点ファイ(Site Phi)へARKを送った。ファイへの道中でサイモンは再びスピリットと接触し、それはサイモンがWAUがコントロールすることができない唯一の有機体であるため地球を離れる前にWAUのコアを感染させなければならないと彼に伝え、その後サイモンはWAUのコアを発見し、感染させて破壊するかどうか選択することになる。ファイに到着したサイモンはそこでキャサリンのブラックボックスのインプラント(音声録音)を発見し、それを起動すると彼女が他の科学者とARKの打ち上げのリスクについての言い争いが聞こえてきた。ARK打ち上げに固執するキャサリンとは対照的に生き残りの他の生存者達はARKを宇宙へ飛ばさない方が安全だと主張していたが、打ち上げなければWAUのコントロール下に置かれることになるリスクがあり、また現状維持を選択すれば太陽光発電の衛星打ち上げによって果てしない年数を生きることができず、有限のエネルギーを消費し生きていくことになることを意味していた。言い争いが加熱したことにより場の緊張が高まり、科学者の1人が誤ってキャサリンをレンチで殴り殺害してしまう。キャサリンの死により、サイモンが訪れる今までARKは打ち上げられることはなかった。
サイモンの助けによりARKはスペースガンに搭載されキャサリンは発射準備の操作を開始した。彼女はスペースガンが発射される直前にARKへ彼らをスキャンすると約束し、発射寸前でスキャンに成功し無事ARKは打ち上げられた。だが、サイモンとキャサリンは未だにPATHOS-IIにいた。サイモンがスキャンが成功裏に完了した時になぜ取り残されたのかをキャサリンに問い、彼女は(サイモンの新たな体の時と同じく)スキャンを転送することはできずコピーしただけだと再び説明した。プレイヤーのサイモンは「コイントスに負け」、彼とキャサリンのコピーがARKに乗った一方で彼らの現在の意識はステーションに取り残された。キャサリンとの口論後、彼女が接続していたコンソールと発射室がシャットダウンしサイモンは暗闇の中ひとり取り残された。
エンドクレジット後のシーンではPATHOS-IIに取り残された他のサイモンに全く気付いていないARKにコピーされたサイモンのバージョンが牧歌的な風景の中で目覚め、未来のアイランドシティの前でキャサリンと再会した。その後、衛星が荒廃した地球を離れている光景に切り替わり、ARKが無事に宇宙に打ち上げられたことを示唆していた。

## 開発

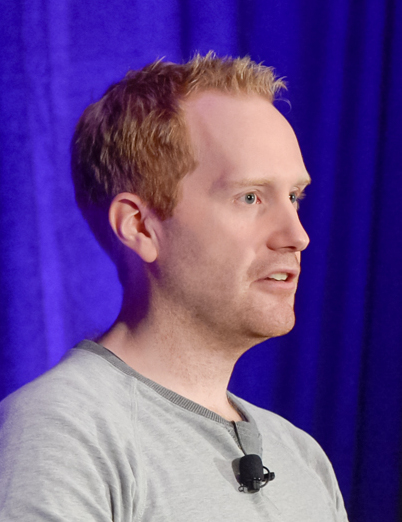
2016年のゲーム デペロッパーズ カンファレンスでSomaをプレゼンするFrictional Gamesのトーマス・グリップ

『SOMA』は2010年から制作されており、ゲームエンジンの新技術の進展と共に始まった 。ゲーム設定を大西洋の底 にするというアイディアはFrictional Gamesの共同設立者のトーマス・グリップとジェンス・ニールソンによる「気紛れ」で決定し、グリップは長い間試したかったと語った 。ストーリーテリングはプレイヤーが遵守するガイドとしての役割ではなくプレイヤーの行動に頼るようにデザインされており、オーディオログやノートなどの説明資料を無視してもストーリーを追えるようになっている。『SOMA』の根底にあるテーマは意識であり、自由意志と自我の本質を探求するために開発された。本作の雰囲気はフィリップ・K・ディック、チャイナ・ミエヴィル、グレッグ・イーガンの作品に触発されている。
ムードに適合する現実的なサウンドの実現には音響監督のサミュエル・ジャスティスが彼が「ルームサイズのシステム」と呼ぶものを用いる必要があった。エフェクトを可能にするために音声を処理するのではなく、大ホールの残響のようにそのようなニーズを補完する環境の録音が行われた。このシステムで2000以上の足音がキャプチャーされた。

## マーケティング
『SOMA』のゲームプレイ映像を収録したティザー映像が2013年10月11日に公開された 。公式ウェブサイトの情報ページには作家のフィリップ・K・ディックの引用を表示していた 。ゲームの別のトレイラーは2014年4月3日に公開された。
二つの実写短編『Vivarium』と『Mockingbird』はシアトルのLeftJetスタジオで9日間にわたって続けて撮影された。この映画はシアトルをベースとする独立系映画企業のImagos Filmsによって製作されたものである 。同社はまたFrictional Gamesの発売予定のゲームのストーリーにつながる一連の実写映像を2015年に毎月公開予定としていたが 、制作上の問題が原因で公開日はゲームの発売直後の2015年9月28日に延期となり、Frictional Gamesは彼らのYouTubeチャンネルで『SOMA - Transmission #1』というタイトルで最初のクリップを利用可能にし、その後続編7作を毎日追加した 。この実写ミニシリーズはゲームの出来事の前日譚としての役割を担っている。
Frictional Gamesとのコラボで、「プロジェクト・アポフィス」 というコード名でImagos Filmsがフィーチャーフィルムを撮影した(暫定的に『Depth』と呼ばれた) 。映画の監督はドン・タッカーで映画のクリップは「トランスミッション」ウェブシリーズなどの『SOMA』のマーケティング活動に使われた 。本映画は2016年に公開予定である。

## 評価
レビュー・アグリゲーターサイトのMetacriticによれば『SOMA』は「概ね好意的なレビュー」を得ており、Microsoft Windows版は84/100(67レビューに基づく)で、 PlayStation 4版は79/100(27レビュー)だった 。2017年にGamesRadarは「史上最高の20のホラーゲーム」で本作を10位に位置付けた。
発売の10日後、『SOMA』は9万2000本を販売し、開発者の過去作『Amnesia: The Dark Descent』の初週販売を2万本上回った 。2016年3月にFrictional Gamesは本作は25万本以上売れており、損益分岐点(27万6千本)に近くなっていると発表した。発売1周年を祝うブログ投稿でFrictional Gamesは販売数が45万本を超えたと推定した 。2016年のゴールデンジョイスティックアワードで『SOMA』は三つのカテゴリー(ベストオリジナルゲーム、ベストストーリーテーリング、ベストビジュアルデザイン)でノミネートされた。